# Essen
Essen [ˈɛsn̩] er en by i Nordrhein-Westfalen i Tyskland. Den ligger ved bredden af Ruhr-floden og har 583.084 indbyggere (31/12/2016).
Byen blev grundlagt allerede i 845, men blev ingen betydningsfuld by før 1800-tallet, da kul- og stålindustrien slog sig ned i området. Det første stålværk i byen blev etableret i 1811. Efter anden verdenskrig gennemgik byen store økonomiske ændringer og gik fra at være en by baseret på kul- og stålindustri til at huse blandt andet en velrenommeret kunsthøjskole og et stort kunstmuseum (Folkwang-museet), samtidig med at meget forskellige industrier etablerede sig i byen.
Essen var (på vegne af hele Ruhrgebiet) Europæisk kulturhovedstad i 2010. En værdighed, som blev delt med Pécs i Ungarn og Istanbul i Tyrkiet.
Essen er en del af det store byområde Ruhr-distriktet.

## Bydele
Essen er delt i ni distrikter, der igen er delt i 50 bydele:
- Distrikt 1: Stadtmitte/Frillendorf/Huttrop
  - 01 Stadtkern
  - 02 Ostviertel
  - 03 Nordviertel
  - 04 Westviertel
  - 05 Südviertel
  - 06 Südostviertel
  - 11 Huttrop
  - 36 Frillendorf

- Distrikt 2: Rüttenscheid/Bergerhausen/Rellinghausen/Stadtwald
  - 10 Rüttenscheid
  - 12 Rellinghausen
  - 13 Bergerhausen
  - 14 Stadtwald

- Distrikt 3: Essen-West
  - 07 Altendorf
  - 08 Frohnhausen
  - 09 Holsterhausen
  - 15 Fulerum
  - 28 Haarzopf
  - 41 Margarethenhöhe

- Distrikt 4: Borbeck
  - 16 Schönebeck
  - 17 Bedingrade
  - 18 Frintrop
  - 19 Dellwig
  - 20 Gerschede
  - 21 Borbeck-Mitte
  - 22 Bochold
  - 23 Bergeborbeck

- Distrikt 5: Altenessen/Karnap/Vogelheim
  - 24 Altenessen-Nord
  - 25 Altenessen-Süd
  - 40 Karnap
  - 50 Vogelheim

- Distrikt 6: Katernberg/Schonnebeck/Stoppenberg
  - 37 Schonnebeck
  - 38 Stoppenberg
  - 39 Katernberg

- Distrikt 7: Steele/Kray
  - 34 Steele
  - 35 Kray
  - 45 Freisenbruch
  - 46 Horst
  - 47 Leithe

- Distrikt 8: Essen-Ruhrhalbinsel
  - 31 Heisingen
  - 32 Kupferdreh
  - 33 Byfang
  - 43 Überruhr-Hinsel
  - 44 Überruhr-Holthausen
  - 48 Burgaltendorf

- Distrikt 9: Werden/Kettwig/Bredeney
  - 26 Bredeney
  - 27 Schuir
  - 29 Werden
  - 30 Heidhausen
  - 42 Fischlaken
  - 49 Kettwig

## Venskabsbyer
Essen har følgende venskabsbyer:
- England Sunderland i England, siden 1949
- Finland Tampere i Finland, siden 1960
- Frankrig Grenoble i Frankrig, siden 1974
- Rusland Nizjnij Novgorod i Rusland, siden 1991
- Israel Tel Aviv-Jaffa i Israel, siden 1991

## Seværdigheder i Essen
- Rådhuset (Rathaus) i Essen.
- Villa Hügel blev bygget af industrimagnaten Alfred Krupp i slutningen af 1800-tallet som et hjem for ham og familien. I dag bruges det hovedsagelig til at huse kunstudstillinger og koncerter.